# Théâtre polonais de Vilnius
Le Théâtre polonais de Vilnius (polonais : Polski Teatr w Wilnie) est un théâtre en langue polonaise situé à Vilnius, en Lituanie. Il est fondé en 1963 par l'actrice et metteuse en scène Irena Rymowicz. La première pièce qu'il monte est Les Dames et les Hussards d'Aleksander Fredro en 1965. Depuis 1992, il est dirigé par Irena Litvinovič (en).
En 1980, le théâtre reçoit le statut officiel de théâtre populaire et est nommé Théâtre populaire polonais amateur. C'est depuis 1990 qu'il s'appelle Théâtre polonais de Vilnius.
La troupe provient à l'origine du palais de la culture des cheminots de Vilnius, mais entre 1993 et 2001, elle se retrouve sans lieu et se produit au Théâtre dramatique russe de Lituanie. Depuis 2001, le Théâtre polonais de Vilnius se trouve à la Maison de la culture polonaise de Vilnius.